# عاشقانه‌ها (آلبوم معین)
عاشقانه‌ها نام یک آلبوم موسیقی اثر معین، هنرمند ایرانی است که در سبک  پاپ تهیه شده و دارای ۸ آهنگ است.

## فهرست آهنگ‌ها
| آلبوم عاشقانه ها، شرکت ترانه، ۱۳۸۲ |                      |                        |                        |
| آهنگ                               | ترانه سرا            | آهنگساز                | تنظیم                  |
| میلاد                              | همایون هوشیار نژاد   | استاد حسن شماعی زاده   | عبدی یمینی             |
| کَسی مثل تو نشد                     | استاد حسن شماعی زاده | استاد حسن شماعی زاده   | عبدی یمینی             |
| کعبه                               | مسعود امینی          | معین                   | آندرانیک               |
| عشق ِ من                            | اردلان سرفراز        | فرید زُلاند             | آندرانیک               |
| سَفر                                | هدیه                 | فرید زُلاند             | منوچهر چشم آذر         |
| برای دیدن تو                       | اردلان سرفراز        | فرید زُلاند             | فرید زلاند             |
| یکی را دوست می‌دارم                 | مسعود امینی          | معین                   | کاظم رزازان            |
| هَوَس                                | هما میر افشار        | استاد انوشیروان روحانی | استاد انوشیروان روحانی |